# Pósta Béla
Pósta Béla (Kecskemét, 1862. augusztus 22. – Kolozsvár, 1919. április 16.) régész, a kolozsvári egyetem tanára, Zichy Jenő harmadik, ázsiai expedíciójának résztvevője volt.

## Életpályája
Középiskolai tanulmányait Kalocsán és Baján végezte, utána beiratkozott a budapesti Pázmány Péter Tudományegyetem jogi, majd bölcsészeti karára. Segédként részt vett az aquincumi ásatásokban, 1885 végétől a Magyar Nemzeti Múzeum tisztviselőjeként dolgozott, 1895-ben kinevezték múzeumi őrnek. Kezdetben éremtani tanulmányokat folytatott, később főként az őskori és a honfoglalás kori régészettel foglalkozott, hazai ásatásokat vezetett, több alkalommal tanulmányúton járt Nyugat-Európában. A múzeumban őt bízták meg gróf Zichy Jenő 1896-os kaukázusi kutatóútja régészeti leleteinek feldolgozásával, majd Zichy felkérte, hogy a következő, harmadik expedícióban személyesen is vegyen részt.

### Oroszországi kutatóútja
1897 szeptemberében indult el, útja során átvizsgálta többek között Varsó, Helsingfors (Helsinki), Szentpétervár, Kijev, Odessza múzeumainak régészeti anyagát és szakirodalmát, majd Tifliszben (Tbiliszi) csatlakozott az expedíció tagjaihoz. Zichy Jenő társaságában átkutatott több Kura-folyó menti sziklabarlangot és grúz templomromot. A következő találkozóhely Kazanyban volt, majd Permen át Tobolszkba utaztak. Itt az expedíció két tagja, Jankó János és Pápay József végleg elvált a többiektől, Pósta Béla Zichyékkel folytatta útját. Július 5-én indultak el az Irtisen gőzhajóval Omszkba, onnan Tomszkba és Krasznojarszkba. A korábbi tervnek megfelelően Minuszinszkból az expedíció néhány tagja továbbutazott Mongólia és Kína felé, Pósta Béla pedig az addig gyűjtött régészeti anyaggal hazatért. Útján felkutatta, tanulmányozta az eurázsiai sztyeppei népek, hunok, avarok régészeti hagyatékát, a honfoglaló magyarság tárgyi világának előzményeit vagy az azzal rokonítható emlékeket. Utazásának eredményeit később az expedíció egészét bemutató könyv részeként tette közzé. (Régészeti tanulmányok az orosz földön, 1905).

### Újra itthon

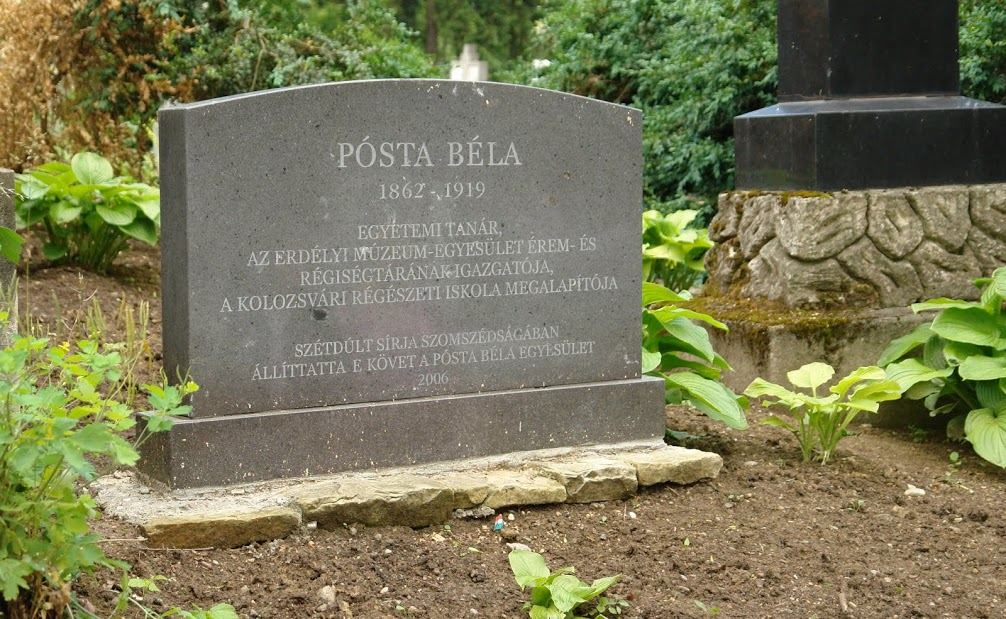
Sírja a Házsongárdi temetőben

Kevéssel hazatérése után, 1899-ben a kolozsvári egyetemen megalakított régészeti tanszék egyetemi tanárává nevezték ki, egyúttal az Erdélyi Múzeum-Egyesület gyűjteményének, Érem- és Régiségtárának igazgatója lett. Itteni munkáját húsz éven át, haláláig folytatta, kolozsvári tanítványaival régészeti iskolát teremtett. Az egyesületi gyűjtemények és az egyetem régészeti intézetének anyagai képezték a később megalapított Erdélyi Nemzeti Történelmi Múzeum gyűjteményeinek alapját. Az erdélyi magyar régészek egyesülete Pósta Béla nevét viseli.

## Fontosabb munkáiból
- Zichy Jenő gróf kaukázusi és középázsiai utazásai Bp., 1897. I.-II. (A gyűjtemények leírása, Jankó Jánossal együtt.)
- Baranya vármegye története az őskortól a honfoglalásig Pécs, 1898. (Várady Ferenc, Baranya multja és jelenje. II. 1-208. l.)
- Mátyáskori emlékek az Erdélyi múzeum-egylet érem- és régiségtárában Pécs, 1901.
- Utmutató az Erdélyi országos múzeum érem- és régiségtárában Kolozsvár, 1903.
- Zichy Jenő gróf harmadik ázsiai utazása Budapest, 1905, III. és IV. kötet. Régészeti tanulmányok az orosz földön. 340 ábrával. Magyar Nemzeti Múzeum, Budapest, 1896.
- A gyulafehérvári székesegyház sírleletei = Les trouvailles de la cathédrale de Gyulafehérvár Kolozsvár, 1918.
- Az Erdélyi Nemzeti Múzeum Érem- és Régiségtárának története. Erdélyi tudományos füzetek (279). Erdélyi Múzeum-Egyesület, Kolozsvár, 2013.